# Lucrezia Ruggiero
Lucrezia Ruggiero, född 7 juni 2000 i Rom, är en italiensk konstsimmare.

## Karriär
I juni 2022 vid VM i Budapest tog Ruggiero guld tillsammans med Giorgio Minisini i det tekniska programmet och det fria programmet för mixade par. I augusti 2022 vid EM i Rom tog hon guld tillsammans med Giorgio Minisini i både det fria och tekniska programmet för mixade par.
Vid konstsim-EM 2025 i Funchal tog Ruggiero guld i det fria parprogrammet tillsammans med Enrica Piccoli samt silver i det fria programmet för mixade par och brons i det tekniska programmet för mixade par tillsammans med Filippo Pelati. Vid VM 2025 i Singapore tog hon silver i det fria parprogrammet tillsammans med Enrica Piccoli samt brons i det tekniska programmet för mixade par tillsammans med Filippo Pelati.